# Józef Biniszkiewicz
Józef Biniszkiewicz (ur. 9 marca 1875 w Czempiniu, zm. 9 lipca 1940 w niemieckim obozie koncentracyjnym KL Buchenwald) – polski polityk, poseł na Sejm I kadencji II RP oraz na Sejm Śląski I kadencji w II RP z ramienia Polskiej Partii Socjalistycznej. Wicemarszałek Sejmu Śląskiego w latach 1922-1929.

## Życiorys

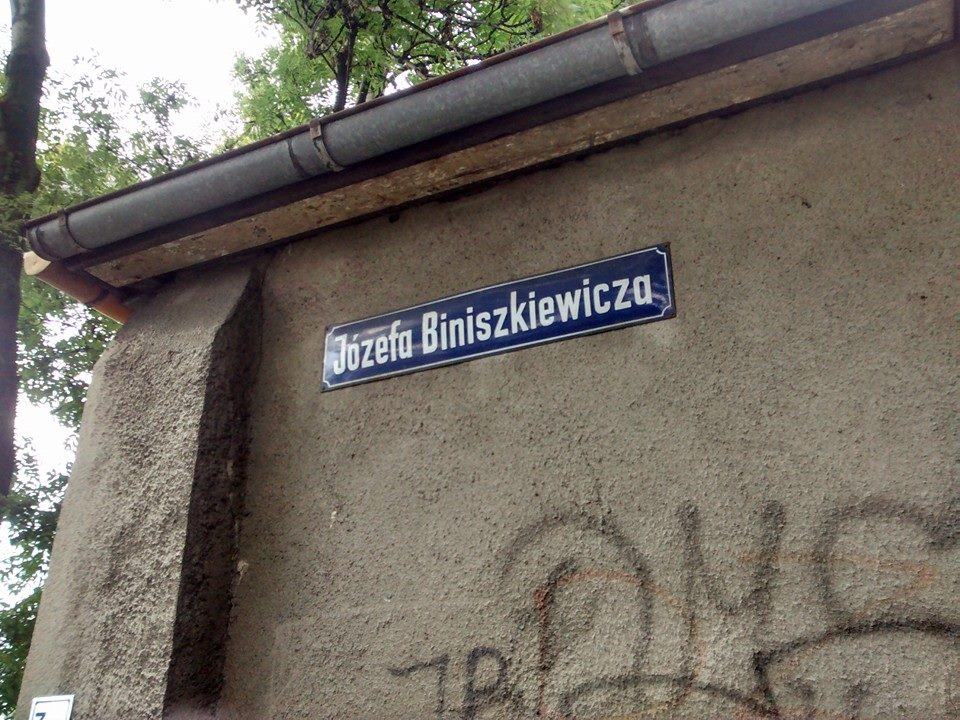
Tabliczka z nazwą ulicy na terenie Dąbrówki Małej

Syn policjanta Jakuba i Albertyny z domu Paweł (zm. 1888). Osierocony we wczesnej młodości przez rodziców pobierał nauki jako szewc. Ukończył w 1887 szkołę powszechną. W 1891 wyjechał do Berlina, gdzie po czterech latach zaangażował się w działalność niemieckiego oddziału PPS. Został redaktorem odpowiedzialnym „Gazety Robotniczej” (organu lewicy zaboru pruskiego), ze względu na poglądy polityczne szykanowany przez władze niemieckie.
W 1906 osiadł na Górnym Śląsku, gdzie objął kierownictwo „Gazety Robotniczej” i lokalnego oddziału PPS. Wypowiadał się przeciw ścisłej współpracy PPS z SPD, krytykując podejście niemieckich socjalistów do spraw narodowych.
Na krótko przed wybuchem I wojny światowej był jednym z organizatorów niezależnych związków zawodowych CZZP (Centralny Związek Zawodowy Polski) na zjeździe w Oświęcimiu.
W latach 1918–1921 wraz z J. Czaplą organizował polskie rady ludowe w rejencji opolskiej. Podczas plebiscytu był zastępcą Wojciecha Korfantego w Polskim Komisariacie Plebiscytowym.
Podczas pierwszego powstania musiał uchodzić za granicę. Krótko przed trzecim powstaniem wyruszył na polecenie rządu polskiego w misji dyplomatycznej do Rzymu w sprawie Górnego Śląska. Na wieść o wybuchu III powstania śląskiego powrócił na Górny Śląsk, gdzie został członkiem najwyższej władzy powstańczej. W 1922 wybrany na posła do Sejmu Śląskiego oraz Sejmu RP z okręgu Katowice. W regionalnym sejmie I kadencji (1922–1929) wybrano go na wicemarszałka.
Od końca 1928 zajął się także działalnością gospodarczą, a po 1930 stało się to już jego głównym zajęciem. Najpierw kierował hurtownią spirytusu w Wielkich Hajdukach, a w styczniu 1931 objął kierownictwo hurtowni monopolu spirytusowego w Tarnowskich Górach. Po rezygnacji z kierowania hurtownią razem z żoną podjęli się prowadzenia restauracji.
W ostatnich latach nie prowadził już żadnej działalności politycznej. Udzielał się jedynie w pracach Rady Miejskiej w Katowicach, której członkiem był do 1939. Po agresji III Rzeszy na Polskę ewakuowany do Tarnowa, powrócił pod koniec września do Katowic, gdzie 28 września 1939 został aresztowany przez Gestapo, jako znajdujący się na niemieckiej liście proskrypcyjnej. Z aresztu w Katowicach został przewieziony do więzienia w Rawiczu, a następnie do niemieckiego obozu koncentracyjnego KL Buchenwald pod Weimarem w Turyngii. Zginął tam, prawdopodobnie rozstrzelany, 9 lipca 1940.

## Ordery i odznaczenia
- Krzyż Kawalerski Orderu Odrodzenia Polski (11 listopada 1937)[4]

## Upamiętnienie
Jego imieniem nazwano jedną z ulic w Katowicach (w dzielnicy Dąbrówka Mała).